# Desacetoxicefalosporina-C sintasa
La desacetoxicefalosporina-C sintasa (EC 1.14.20.1) es una enzima que cataliza la siguiente reacción química:
Por lo tanto los tres sustratos de esta enzima son penicilina N, 2-oxoglutarato, y oxígeno; mientras que los cuatro productos son desacetoxicefalosporina C, succinato, dióxido de carbono y agua.

## Clasificación
Esta enzima pertenece a la familia de las oxidorreductasas, más específicamente a aquellas oxidorreductasas que actúan sobre un par de dadores de electrones, con la incorporación o reducción de oxígeno molecular; y con 2-oxoglurarato como uno de los dadores de electrones, mientras que el otro dador resulta deshidrogenado.

## Nomenclatura
El nombre sistemático de esta clase de enzimas es penicilina-N,2-oxoglutarato:oxígeno oxidorreductasa (expansora de anillo). Otros nombres de uso común pueden ser DAOCS, penicilina N expandasa, y DAOC sintasa.

## Papel biológico
Esta enzima participa en la biosíntesis de penicilina y cefalosporina, por lo que además de valor biológico específico tiene un importante valor biotecnológico.  

## Estudios estructurales
Hasta el año 2007 se habían resuelto siete estructuras para esta clase de enzimas, las cuales poseen los códigos 1UNB, 1UO9, 1UOB, 1UOF, 1UOG, 1W28, and 1W2A; de acceso a PDB.